# Zakho Sport Club
O Zakho Sport Club (em curdo: یانا زاخو یا وه‌رزشی / Yana Zaxo ya Werzişî) é um clube de futebol com sede na cidade de Zakho, Iraque. A equipe compete no Campeonato Iraquiano de Futebol e na Premier League curda.

## História
O clube foi fundado em 1987.